# Czaar Peterbuurt

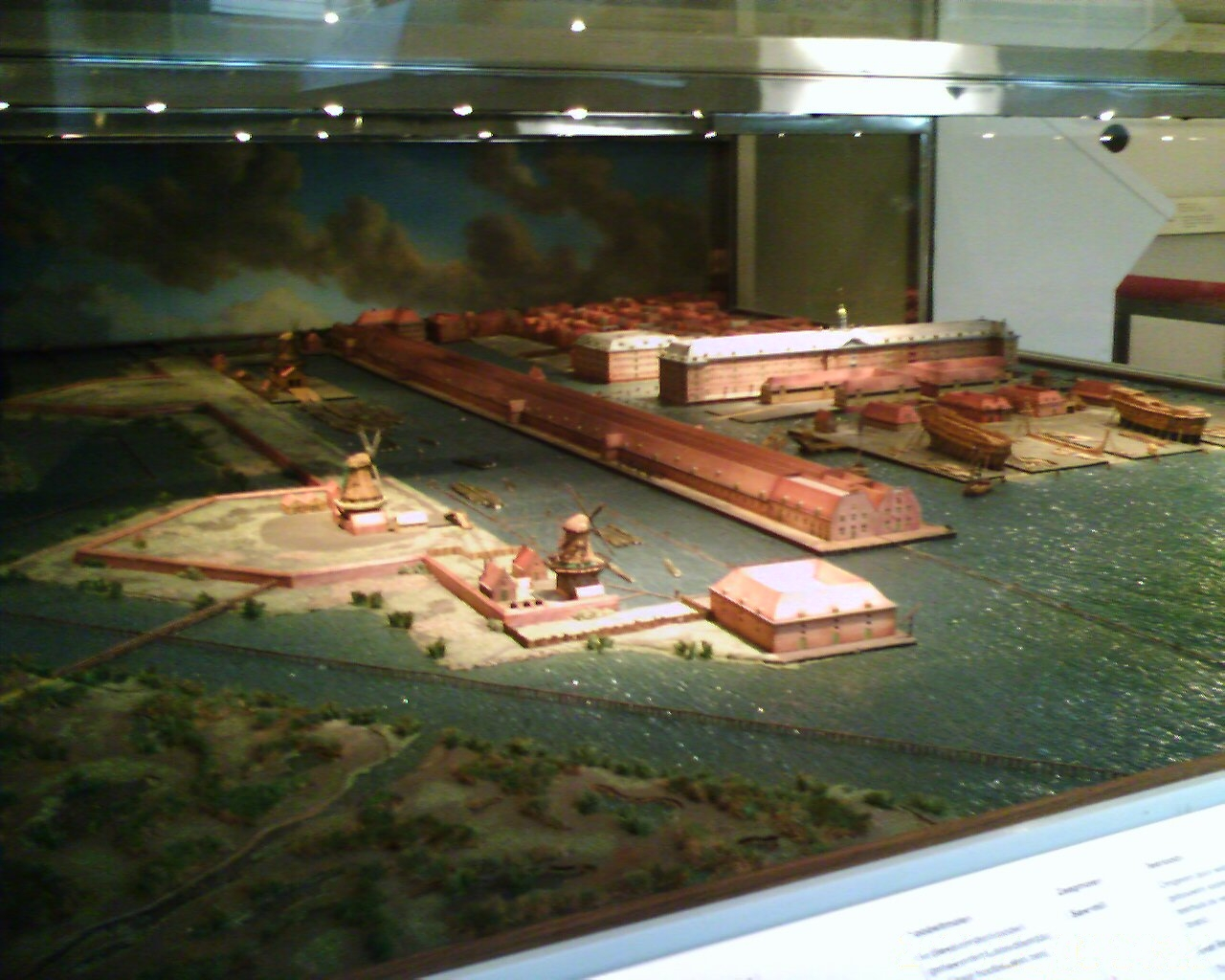
Czaar Peter-Gebied zur Zeit der VOC

Die Czaar Peterbuurt ist ein Stadtteil im Bezirk Amsterdam-Centrum (Provinz Nordholland) und liegt östlich von den Oostelijke Eilanden. 2024 hatte das Viertel 2.355 Einwohner.

## Geschichte
Das Wohnviertel Czaar Peterbuurt erhielt seinen Namen nach dem russischen Zar Peter I. der Große und wurde 1876 angelegt. Die Czaar Peterbuurt und das Viertel „Funen“ (genannt nach dem Bollwerk de „Funen“) wurden 2005 zusammengefügt unter dem Namen Petersburg.
In der zweiten Hälfte des 17. Jahrhunderts entstanden die Oostelijke Eilanden (wörtlich: „östliche Inseln“) mit zahlreichen Schiffswerften von der „Admiraliteit van Amsterdam“ und der Niederländischen Ostindien-Kompanie (niederländisch: Vereenigde Oostindische Compagnie, VOC). Eine der letzten Windmühlen, die Kakaomühle de goede Verwachting, in der Umgebung des Stadtteiles wurde 1906 abgebrochen um Platz zu machen für den Bau von Wohnhäusern. 1884 fuhr die erste Pferdebahn (Paardentram) durch die Czaar Peterbuurt und 1906 die erste elektrische Straßenbahn (niederländisch: „Tram“) Nr. 13 zum Amsterdamer Hauptbahnhof. 1938 wurde die „Tram“ durch einen Bus ersetzt, seit 2004 fährt der Bus Nr. 32 durch die Czaar Peterstraat („Czaar Peterstraße“) und die Straßenbahn Nr. 10.
2003 wurde mit der Modernisierung des Viertels begonnen mit als Mittelpunkt die Czaar Peterstraat. Die Pläne umfassten 500 neue Mietwohnungen, Ateliers, Cafés, Restaurants, eine Bibliothek und einen Spielplatz. In einem ehemaligen Fabriksgebäude in der Czaar Peterstraat wurde die Theater Fabriek Amsterdam gegründet mit über 1000 Sitzplätzen und einem modernen Restaurant. Der robuste und industrielle Charakter der früheren Fabrik wurde, soweit es möglich war, behalten. Unter dem Namen „Stage Theaters Programmering“ wird ein umfangreiches Programm angeboten. 2014 wurde das Theater geschlossen.
Von der Czaar Peterstraße aus ist es zu nahegelegenen bekannten Sehenswürdigkeiten: 0,7 km zum Persmuseum („Pressemuseum“), zum Energetica Museum 0,9 km, zum Tropenmuseum 1,1 km, zum Muziekgebouw am IJ 1,2 km und zum Tropeninstitut 1,3 km Laufabstand.